# Jadimulya (Langkaplancar)
Jadimulya is een bestuurslaag in het regentschap Ciamis van de provincie West-Java, Indonesië. Jadimulya telt 2772 inwoners (volkstelling 2010).